# White Rabbit
White Rabbit je deseti studijski album ameriškega džezovskega kitarista Georgea Bensona, ki je izšel leta 1972 pri založbi CTI Records. Naslovna skladba je priredba skladbe Grace Slick, ki so jo izvedli tudi Jefferson Airplane in The Great Society.

## Sprejem
Recenzor portala AllMusic, Richard S. Ginell, je o albumu zapisal, da sta producent Creed Taylor in aranžer Don Sebesky pri tem albumu Bensona uspešno umestila v nastavitev španskega prizvoka s pridihi flamenka, fanfarami trobil ter pihali. To je najbolj opazno pri skladbi »California Dreamin'«, kjer igra Jay Berliner špansko ritem kitaro, Benson pa vstopi z zelo navdihnjenim igranjem. Na koncu je še dodal, da v takšnem primeru idioma založbe CTI Records, vsakdo zmaga.

## Seznam skladb
| Št.             | Naslov                                           | Pisec                            | Dolžina |
| --------------- | ------------------------------------------------ | -------------------------------- | ------- |
| 1.              | „White Rabbit‟                                   | Grace Slick                      | 6:55    |
| 2.              | „Theme from Summer of '42‟                       | Michel Legrand                   | 5:08    |
| 3.              | „Little Train (from Bachianas Brasileiras No.2)‟ | Heitor Villa-Lobos               | 5:47    |
| 4.              | „California Dreaming‟                            | John Phillips, Michelle Phillips | 7:22    |
| 5.              | „El Mar‟                                         | George Benson                    | 10:49   |
| Skupna dolžina: | Skupna dolžina:                                  | Skupna dolžina:                  | 36:18   |

## Osebje

### Glasbeniki
- George Benson – kitara
- Jay Berliner – akustična kitara
- Earl Klugh – akustična kitara (5)
- Ron Carter – bas
- Herbie Hancock – električni klavir
- Billy Cobham – bobni
- Airto Moreira – tolkala, vokali
- Gloria Agostini – vibrafon, tolkala

Pihala
- Phil Bodner – flavta, alt flavta, oboa, angleški rog
- Hubert Laws – flavta, alt flavta, pikolo, solo flavta (1)
- George Marge – flavta, alt flavta, klarinet, oboa, angleški rog
- Romeo Penque – angleški rog, oboa, alt flavta, klarinet, bas klarinet
- Jane Taylor – fagot

Trobila
- Wayne Andre – trombon, bariton
- Jim Buffington – rog
- John Frosk – trobenta, krilovka, solo (1, 5)
- Alan Rubin – trobenta, krilovka

### Produkcija
- Creed Taylor – producent
- Rudy Van Gelder – inženir
- Robert Honablue – inženir
- Don Sebesky – aranžmaji
- Pete Turner – fotografija na naslovnici
- Bob Ciano – oblikovanje